# Tour de France 2014 – 14. etap
14. etap kolarskiego wyścigu Tour de France 2014 odbył się 19 lipca. Start etapu miał miejsce w miejscowości Grenoble, zaś meta w Risoul. Etap liczył 177 kilometrów.
Zwycięzcą etapu został polski kolarz Rafał Majka. Drugie miejsce zajął Włoch Vincenzo Nibali, a trzecie Francuz Jean-Christophe Péraud.

## Premie
Na 14. etapie były następujące premie:
| Rodzaj | Rodzaj           | Miejscowość/ Miejsce | Kilometry (od startu) | Kilometry (do mety) |
| ------ | ---------------- | -------------------- | --------------------- | ------------------- |
|        | Lotna            | Le Bourg-d’Oisans    | 40 km                 | 137 km              |
|        | Górska (I kat.)  | Lautaret             | 82 km                 | 95 km               |
|        | Górska (HC kat.) | Col d’Izoard         | 132,5 km              | 44,5 km             |
|        | Górska (I kat.)  | Montée de Risoul     | 177 km                | 0 km                |

### Wyniki
| Lotna – Le Bourg-d’Oisans |                      |        |        |
| Miejsce                   | Zawodnik             | Zespół | Punkty |
| 1.                        | Peter Sagan          | CAN    | 20     |
| 2.                        | Alessandro De Marchi | CAN    | 17     |
| 3.                        | Geraint Thomas       | SKY    | 15     |
| 4.                        | Steven Kruijswijk    | BEL    | 13     |
| 5.                        | Simon Yates          | OGE    | 11     |
| 6.                        | Amaël Moinard        | BMC    | 10     |
| 7.                        | Jesús Herrada        | MOV    | 9      |
| 8.                        | Nicolas Edet         | COF    | 8      |
| 9.                        | Albert Timmer        | GIA    | 7      |
| 10.                       | Christophe Riblon    | ALM    | 6      |
| 11.                       | Cyril Gautier        | EUC    | 5      |
| 12.                       | Rafał Majka          | TTS    | 4      |
| 13.                       | Nicolas Roche        | TTS    | 3      |
| 14.                       | José Serpa           | LAM    | 2      |
| 15.                       | Rein Taaramäe        | COF    | 1      |

| Górska – Montée de Risoul |                        |        |        |
| Miejsce                   | Zawodnik               | Zespół | Punkty |
| 1.                        | Rafał Majka            | TTS    | 20     |
| 2.                        | Vincenzo Nibali        | AST    | 16     |
| 3.                        | Jean-Christophe Péraud | ALM    | 12     |
| 4.                        | Thibaut Pinot          | FDJ    | 8      |
| 5.                        | Romain Bardet          | ALM    | 4      |
| 6.                        | Tejay van Garderen     | BMC    | 2      |

| Górska – Lautaret |                      |        |        |
| Miejsce           | Zawodnik             | Zespół | Punkty |
| 1.                | Joaquim Rodríguez    | KAT    | 10     |
| 2.                | Rafał Majka          | TTS    | 8      |
| 3.                | Nicolas Roche        | TTS    | 6      |
| 4.                | José Serpa           | LAM    | 4      |
| 5.                | Alessandro De Marchi | CAN    | 2      |
| 6.                | Christophe Riblon    | ALM    | 1      |

| Górska – Col d’Izoard |                      |        |        |
| Miejsce               | Zawodnik             | Zespół | Punkty |
| 1.                    | Joaquim Rodríguez    | KAT    | 25     |
| 2.                    | Rafał Majka          | TTS    | 20     |
| 3.                    | Mikel Nieve          | SKY    | 16     |
| 4.                    | Jesús Herrada        | MOV    | 14     |
| 5.                    | Simon Yates          | OGE    | 12     |
| 6.                    | Geraint Thomas       | SKY    | 10     |
| 7.                    | Alessandro De Marchi | CAN    | 8      |
| 8.                    | José Serpa           | LAM    | 6      |
| 9.                    | Steven Kruijswijk    | BEL    | 4      |
| 10.                   | Amaël Moinard        | BMC    | 2      |

## Wyniki etapu
| Miejsce | Zawodnik               | Państwo           | Zespół                     | Czas       | Punkty |
| ------- | ---------------------- | ----------------- | -------------------------- | ---------- | ------ |
| 1.      | Rafał Majka            | Polska            | Tinkoff-Saxo               | 5h 08' 27" | 20     |
| 2.      | Vincenzo Nibali        | Włochy            | Astana Pro Team            | +24"       | 17     |
| 3.      | Jean-Christophe Péraud | Francja           | Ag2r-La Mondiale           | +26"       | 15     |
| 4.      | Thibaut Pinot          | Francja           | FDJ.fr                     | +50"       | 13     |
| 5.      | Romain Bardet          | Francja           | Ag2r-La Mondiale           | +50"       | 11     |
| 6.      | Tejay van Garderen     | Stany Zjednoczone | BMC Racing Team            | +54"       | 10     |
| 7.      | Fränk Schleck          | Luksemburg        | Trek Factory Racing        | +1' 01"    | 9      |
| 8.      | Laurens ten Dam        | Holandia          | Belkin Pro Cycling Team    | +1' 07"    | 8      |
| 9.      | Leopold König          | Czechy            | Team NetApp-Endura         | +1' 20"    | 7      |
| 10.     | Alejandro Valverde     | Hiszpania         | Movistar Team              | +1' 24"    | 6      |
| 11.     | Haimar Zubeldia        | Hiszpania         | Trek Factory Racing        | +1' 24"    | 5      |
| 12.     | Pierre Rolland         | Francja           | Team Europcar              | +1' 24"    | 4      |
| 13.     | Ion Izagirre           | Hiszpania         | Movistar Team              | +2' 18"    | 3      |
| 14.     | Michael Rogers         | Australia         | Tinkoff-Saxo               | +2' 34"    | 2      |
| 15.     | John Gadret            | Francja           | Movistar Team              | +2' 37"    | 1      |
| 16.     | Bauke Mollema          | Holandia          | Belkin Pro Cycling Team    | +2' 40"    | —      |
| 17.     | Ben Gastauer           | Holandia          | Ag2r-La Mondiale           | +2' 44"    | —      |
| 18.     | Arnold Jeannesson      | Francja           | FDJ.fr                     | +3' 09"    | —      |
| 19.     | Jurij Trofimow         | Rosja             | Team Katusha               | +3' 09"    | —      |
| 20.     | Nicolas Edet           | Francja           | Cofidis, Solutions Crédits | +3' 20"    | —      |
|         |                        |                   |                            |            |        |
| 32.     | Alessandro De Marchi   | Włochy            | Cannondale Pro Cycling     | +6' 55”    | —      |

## Klasyfikacje po 14. etapie

### Klasyfikacja generalna
| Miejsce | Zawodnik               | Państwo           | Zespół                  | Czas        |
| ------- | ---------------------- | ----------------- | ----------------------- | ----------- |
|         | Vincenzo Nibali        | Włochy            | Astana Pro Team         | 61h 52' 54" |
| 2.      | Alejandro Valverde     | Hiszpania         | Movistar Team           | +4' 37"     |
| 3.      | Romain Bardet          | Francja           | Ag2r-La Mondiale        | +4' 50"     |
| 4.      | Thibaut Pinot          | Francja           | FDJ.fr                  | +5' 06"     |
| 5.      | Tejay van Garderen     | Stany Zjednoczone | BMC Racing Team         | +5' 49"     |
| 6.      | Jean-Christophe Péraud | Francja           | Ag2r-La Mondiale        | +6' 08"     |
| 7.      | Bauke Mollema          | Holandia          | Belkin Pro Cycling Team | +8' 33"     |
| 8.      | Leopold König          | Czechy            | Team NetApp-Endura      | +9' 32"     |
| 9.      | Laurens ten Dam        | Holandia          | Belkin Pro Cycling Team | +10' 01"    |
| 10.     | Pierre Rolland         | Francja           | Team Europcar           | +10' 48"    |

### Klasyfikacja punktowa
| Miejsce | Zawodnik           | Państwo  | Zespół                 | Punkty   |
| ------- | ------------------ | -------- | ---------------------- | -------- |
|         | Peter Sagan        | Słowacja | Cannondale Pro Cycling | 361 pkt. |
| 2.      | Bryan Coquard      | Francja  | Team Europcar          | 191 pkt. |
| 3.      | Alexander Kristoff | Norwegia | Team Katusha           | 172 pkt. |
| 4.      | Marcel Kittel      | Niemcy   | Team Giant-Shimano     | 167 pkt. |
| 5.      | Vincenzo Nibali    | Włochy   | Astana Pro Team        | 134 pkt. |

### Klasyfikacja górska
| Miejsce | Zawodnik           | Państwo   | Zespół            | Punkty  |
| ------- | ------------------ | --------- | ----------------- | ------- |
|         | Joaquim Rodríguez  | Hiszpania | Joaquim Rodríguez | 88 pkt. |
| 2.      | Rafał Majka        | Polska    | Tinkoff-Saxo      | 88 pkt. |
| 3.      | Vincenzo Nibali    | Włochy    | Astana Pro Team   | 86 pkt. |
| 4.      | Thibaut Pinot      | Francja   | FDJ.fr            | 49 pkt. |
| 5.      | Alejandro Valverde | Hiszpania | Movistar Team     | 40 pkt. |

### Klasyfikacja młodzieżowa
| Miejsce | Zawodnik           | Państwo   | Zespół                               | Czas        |
| ------- | ------------------ | --------- | ------------------------------------ | ----------- |
|         | Romain Bardet      | Francja   | Ag2r-La Mondiale                     | 61h 57' 44" |
| 2.      | Thibaut Pinot      | Francja   | FDJ.fr                               | +16"        |
| 3.      | Michał Kwiatkowski | Polska    | Omega Pharma-Quick-Step Cycling Team | +14' 34"    |
| 4.      | Tom Dumoulin       | Holandia  | Team Giant-Shimano                   | +47' 18"    |
| 5.      | Ion Izagirre       | Hiszpania | Movistar Team                        | +1h 22' 32" |

### Klasyfikacja drużynowa
| Miejsce | Zespół                  | Państwo         | Czas         |
| ------- | ----------------------- | --------------- | ------------ |
|         | Ag2r-La Mondiale        | Francja         | 185h 56' 38" |
| 2.      | Belkin Pro Cycling Team | Holandia        | +12' 42"     |
| 3.      | Team Sky                | Wielka Brytania | +38' 16"     |
| 4.      | Astana Pro Team         | Kazachstan      | +46' 10"     |
| 5.      | Movistar Team           | Hiszpania       | +47' 44"     |